# خوان فوينمايور
خوان فوينمايور (بالإسبانية: Juan Fuenmayor)‏ (مواليد 5 سبتمبر 1979 في ماراكايبو) لاعب كرة قدم فنزويلي دولي يجيد اللعب في خط الدفاع . يلعب حاليا لصالح نادي ديبورتيفو أنزواتيغوي الفنزويلي منذ 2010 .

## روابط خارجية
- خوان فوينمايور على موقع قاعدة بيانات كرة القدم.إي يو (الإنجليزية)
- خوان فوينمايور على موقع ناشيونال فوتبول تيمز (الإنجليزية)
- خوان فوينمايور على موقع Soccerway.com (الإنجليزية)
- خوان فوينمايور على موقع AS.com (الإسبانية)